# Pérdika (ort i Grekland, Epirus, Nomós Ioannínon)
Pérdika (Perdika) är en ort i Grekland.   Den ligger i prefekturen Nomós Ioannínon och regionen Epirus, i den centrala delen av landet, 290 km nordväst om huvudstaden Aten. Pérdika ligger 630 meter över havet och antalet invånare är 120.
Terrängen runt Pérdika är kuperad norrut, men söderut är den bergig.Runt Pérdika är det glesbefolkat, med 20 invånare per kvadratkilometer. Närmaste större samhälle är Anatolí, 17,4 km norr om Pérdika. I omgivningarna runt Pérdika växer i huvudsak blandskog.